# ألكسندر بيتروفيتش سوماروكوف
ألكسندر بيتروفيتش سوماروكوف (25 نوفمبر 1717 - 12 أكتوبر 1777) (بالروسية: Алекса́ндр Петро́вич Сумаро́ков) هو كاتب مسرحي وشاعر وناقد أدبي روسي عاش في القرن الثامن عشر.

## سيرته
ولِدَ ألكسندر بيتروفيتش سوماروكوف في الخامس والعشرين من نوفمبر سنة 1717 في موسكو، في أسرة نبيلة ذات دخل مرتفع، وتلقَّى تعليمه في سانت بطرسبورغ، ثُمَّ أصبح أديباً. في مسيرته الأدبية كتب سوماروكوف الكثير من الأعمال الأدبيَّة في أنواعٍ مختلفة، غير أن مسرحياته هي الوحيدة ذات القيمة الأدبيَّة الحقيقيَّة، وغالباً ما تُعامل مؤلفاته الأخرى بالإهمال، وهو يُعتبَر مؤسِّس المسرح الروسي الكلاسيكي، وشكَّلت أعماله دفعةً نحو تحديث الأدب الروسي، وهو ما تمَّ لاحقاً عبر إصلاحات ميخائيل لومونوسوف في اللغة الروسيَّة الأدبيَّة. أسَّس سوماروكوف أوَّل مسرحٍ روسي وطني، وكان على اتصال بكُتاب مسرحيين آخرين مثل فيودور فولكوف وإيفان ديمتريفسكي، ومواضيع مسرحياته هي في الغالب مقتبسة من التاريخ الروسي والأساطير السلافية القديمة بالإضافة إلى اقتباسه من مسرحيات شكسبير. ورغم الأهميَّة التاريخية لأعماله فهناك اتجاه لدى بعض النُّقاد الحديثين بإهمال مسرحياته باعتبارها غير ذات قيمة، مثل ديمتري بيتروفيتش ميرسكي الذي فسَّر شعبيَّة مسرحياته بأداء المُمثلين الجَيِّد في تلك الفترة. كتب سورماروكوف إلى جانب المسرحيات قصائد غنائية وقصص خرافية، أمَّا محاولاته في النقد الأدبي فقد تُوِّجت بالفشل، وجميع أعماله النقدية سطحيَّة ومليئة بالأخطاء. كان سوماروكوف مُعجباً بفولتير، وتبادل الرسائل معه، وهو يعتبر نفسه من أتباعه. ابنته إيكاترينا كتبت أشعاراً، وهي تُعتَبر أوَّل كاتبة روسيَّة. توفِّي ألكسندر بيتروفيتش سوماروكوف في الثاني عشر من أكتوبر سنة 1777 في موسكو.

## روابط خارجية
- ألكسندر بيتروفيتش سوماروكوف على موقع الموسوعة البريطانية (الإنجليزية)
- ألكسندر بيتروفيتش سوماروكوف على موقع ميوزك برينز (الإنجليزية)
- ألكسندر بيتروفيتش سوماروكوف على موقع إن إن دي بي (الإنجليزية)